# Język baszkirski
Język baszkirski (nazwa własna: башҡорт телеⓘ [bɑʂ.ˌqʊ̞rt.tɪ̞.ˈlɪ̞]) – język Baszkirów, należący do kipczackiej grupy języków tureckich. Najbliżej jest spokrewniony z językiem tatarskim, wykazuje jednak względem niego znaczne różnice fonetyczne i gramatyczne.
Językiem baszkirskim posługuje się głównie ludność Baszkortostanu, republiki autonomicznej, wchodzącej w skład Federacji Rosyjskiej, oraz sąsiadujących z Baszkirią obwodów. Według spisu powszechnego z 1989 r. liczba użytkowników języka wynosiła 1 047 000 osób, natomiast dane szacunkowe za rok 2002 mówią o niespełna 1,4 mln osób. Zgodnie z danymi spisów powszechnych ponad 20% Baszkirów uznaje język tatarski za swój język ojczysty. W przeszłości tatarski był stosowany przez Baszkirów jako język literacki.
Wyróżnia się trzy główne dialekty języka baszkirskiego: południowy, wschodni oraz północno-zachodni.

## Historia
Literacki język baszkirski powstał po rewolucji październikowej, w wyniku starań Partii Komunistycznej. Wcześniej baszkirscy intelektualiści posługiwali się w piśmie głównie językiem turki, ewentualnie dodając do niego baszkirskie słownictwo. W roku 1921 uchwalono postanowienie dotyczące utworzenia literackiego baszkirskiego na podstawie dialektów południowo-wschodnich. Pierwszą oficjalną publikacją była gazeta „Baszkurdistan” – pismo Partii Komunistycznej, wydawane od 1923 roku do dziś. Pierwszą książkę w języku baszkirskim wydano w 1926 r.
W latach 50. XX wieku ludność baszkirska stopniowo ulegała rusyfikacji. Reforma edukacji z 1958 roku znosiła podstawę prawną do nauczania baszkirskiego w szkołach, a od lat 80. rodzice domagali się wręcz jego usunięcia ze szkół na rzecz rosyjskiego. Według spisu powszechnego z 1989 roku 10% Baszkirów uważało za swój główny język rosyjski, a 20% tatarski. Około 25% Baszkirów w ogóle nie władała baszkirskim.
Sytuacja zmieniła się w latach 90., po uzyskaniu autonomii. W roku 1999 weszło w życie prawo „O językach narodów Republiki Baszkortostan”. Ustanowiło ono rosyjski i baszkirski państwowymi językami Baszkortostanu, tym samym baszkirski zyskał status języka urzędowego. Przy Radzie Ministrów Republiki Baszkortostan ustanowiono specjalną komisję, która miała się zajmować realizacją prawa do używania baszkirskiego w życiu codziennym, a przy Prezydium Najwyższej Rady Republiki Baszkortostan komisję terminologiczną, mającą uporządkować baszkirską leksykografię.

## Zapis
Początki baszkirskiego języka literackiego należy odnosić do przełomu XIX i XX wieku. Początkowo do zapisu języka baszkirskiego stosowano zmodyfikowany alfabet arabski. W 1930 roku podjęto próbę stworzenia piśmiennictwa w oparciu o łacinkę, jednak ze względów politycznych prace nad tym projektem nie były kontynuowane i od 1938 roku baszkirski zapisywany jest cyrylicą. Po upadku Związku Radzieckiego wielokrotnie podnoszono konieczność wprowadzenia alfabetu łacińskiego, wzorowanego na tureckim, jednak mocą decyzji parlamentu federalnego prace nad tym przerwano.
Wykorzystywany do zapisu języka baszkirskiego alfabet cyrylicki poszerzony został o szereg znaków, służących do zapisu dźwięków charakterystycznych dla tego języka. Są to litery: Ә ә Ө ө Ү ү Ғ ғ Ҡ ҡ Ң ң Ҙ ҙ Ҫ ҫ Һ һ.
Współczesny alfabet baszkirski przedstawiony został w poniższej tabeli:
| Аа | Бб | Вв | Гг | Ғғ | Дд | Ҙҙ | Ее | Ёё |
| Жж | Зз | Ии | Йй | Кк | Ҡҡ | Лл | Мм | Нн |
| Ңң | Оо | Өө | Пп | Рр | Сс | Ҫҫ | Тт | Уу |
| Үү | Фф | Хх | Һһ | Цц | Чч | Шш | Щщ | Ъъ |
| Ыы | Ьь | Ээ | Әә | Юю | Яя |    |    |    |